# Comuna Kuzmivka, Sarnî
Kuzmivka (în ucraineană Кузьмівка) este o comună în raionul Sarnî, regiunea Rivne, Ucraina, formată din satele Iablunka, Kuzmivka (reședința), Pidhirnîk și Voloșa.

## Demografie
Componența lingvistică a comunei Kuzmivka
     Ucraineană (99,84%)
     Alte limbi (0,16%)
Conform recensământului din 2001, majoritatea populației comunei Kuzmivka era vorbitoare de ucraineană (99,84%), existând în minoritate și vorbitori de alte limbi.